# Kevin Parras
Kevin Parras (* 4. Oktober 1994 in Tallinn) ist ein estnischer Eishockeyspieler, der seit 2019 beim HC Panter Tallinn in der Meistriliiga unter Vertrag steht.

## Karriere

### Club
Kevin Parras begann seine Karriere als Eishockeyspieler in Deutschland beim Augsburger EV, für den er sowohl in der Schüler- als auch in der Jugend-Bundesliga eingesetzt wurde. 2010 wechselte er nach Finnland zu KooKoo. Bei dem Verein aus Kouvola, der Hauptstadt der südfinnischen Landschaft Kymenlaakso, wurde er seither vor allem in Nachwuchsmannschaften eingesetzt. 2011 gewann er mit den C-Junioren des Vereins die I-divisioona, die dritthöchste finnische Liga dieser Altersklasse und sicherte dem Team damit den Aufstieg in die Mestis genannte zweite Liga der C-Junioren. In der Spielzeit 2013/14 bekam er seine ersten Einsätze in der zweiten Herren-Mannschaft des Clubs in der II-divisioona. Im Anschluss wechselte er zu TuTo Hockey, wo er sowohl in der A-Junioren-Mestis als auch in der Mestis der Herren eingesetzt wurde. Er blieb jedoch nur ein Jahr in Turku und schloss sich 2015 dem JHT Kalajoki an, für den er in der Suomi-sarja auf dem Eis steht. Nachdem er die Spielzeit 2017/18 in Frankreich beim drittklassigen Valenciennes Hainaut Hockey Club veracht hatte, zog es ihn in sein Heimatland. Dort spielte er zunächst bei Tartu Kalev-Välk, mit dem er 2019 estnischer Meister wurde, und seit 2019 beim HC Panter Tallinn in der Meistriliiga.

### International
Für Estland nahm Sibirtsev im Juniorenbereich an der Division II der U18-Junioren-Weltmeisterschaft 2010 und der U20-Junioren-Weltmeisterschaft 2012, 2013 und 2014 teil.
Sein Debüt für die Herren-Nationalmannschaft gab er bei der Weltmeisterschaft der Division II 2014, als ihm mit der estnischen Mannschaft beim Turnier in Belgrad der Aufstieg in die Division I gelang. Dort nahm er dann an den Weltmeisterschaften 2015, 2016, 2017, 2018, 2019, 2022 und 2023 teil.

## Erfolge und Auszeichnungen
- 2011 Meister der I-divisioona der C-Junioren und Aufstieg in die Mestis mit KooKoo
- 2013 Aufstieg in die Division II, Gruppe A, bei der U20-Weltmeisterschaft der Division II, Gruppe B
- 2014 Aufstieg in die Division I, Gruppe B bei der Weltmeisterschaft der Division II, Gruppe A
- 2019 Estnischer Meister mit Tartu Kalev-Välk